# Personaggi di The Legend of Zelda
Questa è una lista dei personaggi più importanti e ricorrenti della serie di videogiochi The Legend of Zelda, sviluppata da Nintendo.

## Protagonisti

### Link
L'eroe per eccellenza della serie e il detentore della Triforza del Coraggio. Nei titoli principali, il giocatore si trova sempre a impersonare una delle varie incarnazioni di Link, a cui spesso ci si riferisce con un appellativo collegato al titolo del gioco di cui è protagonista: ad esempio il Link di Ocarina of Time è l'Eroe del Tempo e quello di The Wind Waker  l'Eroe dei Venti. Si distingue per i capelli biondi o castano chiari, gli abiti e il cappello verdi.

### Principessa Zelda
La principessa del regno di Hyrule e detentrice della Triforza della Saggezza. Come Link, anche lei è una persona diversa di epoca in epoca. Nei giochi della serie si trova spesso in pericolo e spetta a Link il compito di salvarla. In Adventure of Link si scopre l'origine della Leggenda di Zelda, con tutte le principesse di Hyrule chiamate Zelda per via di un decreto di un principe che fece in modo che la memoria della sua perduta sorella, Zelda, non andasse perduta, eventi avvenuti tempo prima che quelli del gioco iniziassero. Ognuna delle Zelda è dotata di poteri magici poiché la loro capostipite era la dea Hylia, che si reincarnò in una mortale prima degli eventi di Skyward Sword, e le principesse della famiglia reale sono chiamate Zelda per tradizione, dato che la prima Zelda era la reincarnazione della dea Hylia.

## Antagonisti

### Ganondorf
Conosciuto nella sua forma umana con il nome di Ganondorf (Ganon è in realtà il nome della sua trasformazione in bestia), è l'antagonista principale della serie. Ganon appartiene alla Tribù delle Gerudo, amazzoni del deserto e, in quanto unico maschio che nasce ogni secolo nella tribù, ha il dovere di fare da sovrano al suo popolo. Vista la natura mortale del loro deserto, Ganondorf iniziò una guerra con l'obbiettivo di impadronirsi della Triforza e portare giustizia e salvezza al suo popolo, ma fu accecato dalla sua sete di potere e, ottenendo la Triforza del Potere, diventa un mago oscuro e, quando si abbandona alla rabbia, si trasforma in un gigantesco e potente Blin.

### Link Oscuro & Link Ombra
Link Oscuro e Link Ombra sono la controparte oscura di Link. Link Oscuro è un miniboss della serie ricorrente e copia in tutto e per tutto le mosse e gli attacchi di Link. Link Ombra, invece, è un gruppo di Doppelgänger creati da Ganon e Vaati in Four Swords Adventures, che fanno da ostacolo nel gioco.

### Agahnim

Agahnim

Agahnim è un mago misterioso (nell'originale giapponese un sacerdote) che ricopre il ruolo di antagonista in A Link to the Past.
In A Link to the Past Agahnim è un mago errante che ha assistito la famiglia reale quando Hyrule era afflitta da carestie, malattie e inondazioni. All'inizio è stato il consulente della famiglia reale, ma poi si è mostrato nella sua vera natura e ha preso il potere. Dopo aver imprigionato i sette saggi e la principessa Zelda, Agahnim libera Ganon dal Mondo Oscuro rompendo il sigillo che lo teneva imprigionato, ma grazie all'arguzia di Link viene sconfitto dalla sua stessa magia nera. In Link's Awakening è una delle ombre di Incubo. In Oracle of Seasons appare Agunima, un personaggio simile ad Agahnim, ed è il mini-boss del quarto dungeon.

### Spettro Ganon
Spettro Ganon è un misterioso fantoccio di Ganon a guardia del santuario della foresta di Ocarina of Time. Il boss è a cavallo ed entra ed esce dai quadri posti sulle pareti della stanza, insieme a due repliche, e Link deve colpirlo con una freccia; a questo punto Spettro Ganon scende da cavallo e Link deve colpirlo con le sfere di luce che scaglia il boss stesso, e quindi con la Spada Suprema.
Compare, con forma e storia diversa, anche in Tears of the Kingdom come mini-boss evocato dalla distruzione da parte di Link delle Mani di Ganon (mani mostruose che appaiono in giro per il mondo) e come boss evocato direttamente da Ganon al castello di Hyrule, verso la fine della Missione Principale.

### Duerova
Kotake & Koume, che insieme formano Duerova, sono due streghe, una del fuoco e una del ghiaccio, che hanno fatto da madri a Ganondorf. Compaiono in Ocarina of Time per la prima volta come penultimo boss. Ricompaiono poi in Oracle of Season & Ages, come boss segreto, dove mettono in atto un piano per resuscitare Ganon. Compaiono anche in Majora's Mask, ma come persone diverse, addette ai tour della giungla. In The Wind Waker le due spade di Ganondorf si chiamano coi loro nomi.

### Majora
Un demone idolatrato da una non meglio precisata tribù che scomparve. In qualche modo, Majora venne rinchiusa in una maschera e conservata dall'Allegro Mercante di Maschere. Un giorno, Skull Kid derubò il mercante e si impossessò della maschera che prese il controllo della sua mente e lo usò come vessillo per portare caos e distruzione a Termina. Link lo ferma, liberando Skull Kid e sconfiggendo (forse per sempre) Majora. In molti altri giochi, Skull Kid ha indosso la maschera, ma non pare essere posseduto da essa.

### Vaati
Vaati (グフー?, Gufū) è un personaggio apparso in Four Swords, Four Swords Adventures e The Minish Cap. Secondo antagonista principale della serie.

Vaati in The Legend of Zelda: Four Swords Anniversary Edition

In origine, Vaati era un Minish (uno gnomo Hyruleano) e venne corrotto dal male del cuore degli uomini. Utilizzò il "Cappello Minish" creato dal suo maestro, Egeyo, per trasformarsi in un mago Hylian e inizia a cercare la Forza di Luce (la Triforza) per impadronirsi del suo potere. Dopo una lunga ricerca, Vaati trova la Forza dentro Zelda e tenta di compiere un rito per impossessarsene, ma Link ed Egeyo intervengono e Vaati cerca di batterli con la sua forma demoniaca, ma perde e viene sigillato nella Quadrispada.
Anni dopo, il sigillo della Quadrispada si indebolisce e Vaati fugge dalla sua prigione catturando qualche ragazza del paese, tra cui Zelda, ma viene di nuovo sconfitto, e il sigillo viene protetto dal potere delle sette vergini.
Anni dopo, Zelda e le Vergini, controllando il sigillo, vengono catturate da Link Ombra, una copia oscura di Link, che su ordine di Ganon, fa liberare Vaati che si unisce al Re dei Demoni per fermare Link, ma tutti e tre i generali dell'Oscurità vengono sconfitti per sempre.

### Zant
Zant (僭王ザント?, Sen'ō Zanto) è uno dei principali antagonisti in Twilight Princess. All'interno del gioco è conosciuto anche con il nome "usurpatore del re" o "usurpatore del trono".

Zant

Appartenente alla razza Twili, creature del crepuscolo, Zant è il discendente di una famiglia di Twili bandita nel Regno del Crepuscolo dalle tre dee. Per tanti anni Zant aveva vissuto nel palazzo reale, aspettando di essere eletto al trono come nuovo re del regno. Esso non venne accettato dal popolo come re, eleggendo al suo posto Midna come principessa del regno. Disperato, Zant incontrò la forma incorporea di Ganondorf. Esso disse di essere un dio e promise a Zant infinito potere, a patto di essere liberato dalla prigione dei saggi. Con i suoi poteri, Zant liberò Ganondorf dai confini della sua prigione, permettendogli di camminare ancora una volta sulle lande di Hyrule. Dopo aver trasformato Midna in un mostriciattolo, rubò il suo trono divenendo il re del crepuscolo. Infine trasformò il resto della popolazione Twili in orribili creature oscure che obbedirono ciecamente ai suoi ordini. Da re, Zant continuava ad aiutare il crudele Ganondorf a conquistare Hyrule. Zant comandò quindi alle sue truppe di Twili Oscuri di rubare la luce dai 4 spiriti: Ratane, Ranel, Oldin e Firone, protettori di ciascuna delle quattro province di Hyrule. Una volta rubata la luce dagli spiriti, la nebbia crepuscolare si espanse, trasformando Hyrule in un orribile regno del crepuscolo, conquistando la terra insieme a Ganondorf. In seguito, Link, aiutato da Midna, giunge al palazzo del crepuscolo, dove si confronta col malvagio Zant, impugnando la Master Sword, con la lama satura di luce. Zant riesce a cambiare lo scenario in cui si combatte, e il suo stile di combattimento mima quello dei boss affrontati precedentemente. Alla fine della battaglia, Zant sfida Link di fronte al castello di Hyrule. Link ha la meglio, ma Zant rimane in vita grazie ai suoi fantastici poteri. Viene quindi brutalmente distrutto completamente dai poteri di Midna. Alla fine del gioco, quando Link trafigge Ganondorf con la Spada Suprema, è presente una sequenza in cui Zant si spezza il collo, a cui segue immediatamente la morte di Ganondorf.

### Bellum
Bellum è l'antagonista principale in The Legend of Zelda: Phantom Hourglass. È in grado di assorbire l'energia vitale delle persone e rinvigorirsi. All'inizio assorbe tutti i poteri del Re Mar (che riesce a scindersi diventando Oshus) e poi crea il Vascello Fantasma, dove si racconta ci sia un tesoro. I malcapitati che osano esplorarlo vengono privati dell'energia vitale grazie alle Sorelle Cubus, presenti nel vascello. Per batterlo, Link dovrà trovare tre metalli puri, Crimesino, Acquanino e Azurino per forgiare la Spada Illusione, l'unica in grado di sconfiggere Bellum.

### Ghirahim
Ghirahim è uno dei due antagonisti principali di The Legend of Zelda: Skyward Sword. È il signore dei demoni che si scatena sulla superficie durante gli eventi del gioco. Cerca di trovare Zelda, ma Link si rivela una minaccia per i suoi piani.
Alla fine del gioco, Ghirahim riuscirà a rapire Zelda e a portarla, usando la Porta del Tempo (una delle due misteriose porte create dalle Dee dorate che permettono di giungere in tempi remoti) in una neonata Terra dell’Esilio, dove usera il suo spirito per far risorgere Mortipher.
Link, inseguendolo, si troverà ad affrontare un’orda di mostri creata dal signore dei demoni allo scopo di rallentarlo, e poi ad affrontarlo una volta per tutte nella sua forma finale. Durante il combattimento Ghiraim rivela di essere lo spirito della spada di Mortipher (esattamente come Faih lo è della Master Sword).
Link riuscirà a sconfiggerlo, ma non farà in tempo a fermare la resurrezione di Mortipher e sarà costretto ad affrontarlo.

### Mortipher
Il primo re e dio dei demoni e antagonista principale di The Legend of Zelda: Skyward Sword. La dea Hylia riuscì a salvare la razza umana nascondendola ad Oltrenuvola (una delle isole trasportate in cielo dalla dea stessa) e sigillò Mortipher nella forma del Recluso al centro della spirale che caratterizza la Terra dell’Esilio. Ghirahim però riesce a liberarlo e Mortipher ritorna per poi essere battuto da Link. Prima di morire, il dio rivela che il suo odio non finirà così, promettendo che (sotto un'altra forma) tornerà a tormentare Link, Zelda e anche i loro discendenti: così nacque Ganondorf.

## Secondari

### Impa
Hanno questo nome molte donne della tribù degli Sheikah legate alla famiglia reale di Hyrule. A volte si tratta di una vecchia che fa da balia alla principessa Zelda, altre è una guerriera che le fa da guardia del corpo.

### Anziano
Appare in molti episodi della serie Zelda. È un uomo anziano avvolto nel mistero, che aiuta Link donandogli oggetti o dispensando consigli sull'avventura in corso. Spesso si può trovare in luoghi come grotte o dungeon. È ben ricordato per la sua nota frase: "È pericoloso andare da soli: prendi questa", riferendosi a una spada.

### Dee Dorate
Sono le tre divinità che crearono il mondo di Hyrule e la sacra Triforza:
- Din: la dea del fuoco, creò la triforza del potere
- Farore: la dea della natura, creò la triforza del coraggio
- Nayru: la dea dell'acqua, creò la triforza della saggezza

Le tre dee hanno dimensioni molto più grandi degli esseri viventi di Hyrule e appaiono come divinità con un corpo statuario completamente dorato. Il loro corpo d'oro è avvolto da un'aura a seconda dell'elemento che ognuna rappresenta: Din è avvolta da un'aura violacea (in Ocarina of Time) o rossa (il fuoco), Farore è avvolta da un'aura verde (la natura), Nayru da un'aura azzurra (l'acqua).

### Saggi / Vergini
I Saggi o le Vergini sono sette personaggi a cui è stato dato il compito di proteggere il regno di Hyrule. Le principesse Zelda sono sempre uno dei loro membri.
Ocarina of Time è il primo gioco della serie in cui hanno un ruolo centrale nella storia e in cui viene esplorata la loro personalità. Il loro capo è Zelda e Impa, la sua guardia del corpo, è il Saggio dell'Ombra. Gli altri cinque sono:
- Raruru: È il custode della Terra Sacra che veglia su Link durante il suo sonno di sette anni. Nella terra di Hyrule appare sotto le sembianze del gufo Kaepora Gaebora, desideroso di dare consigli a Link. È il Saggio della Luce.
- Saria: Membro dei Kokiri e amica di infanzia di Link. È il Saggio della Foresta.
- Darunia: Capo dei Goron del Monte Morte. È il Saggio del Fuoco.
- Ruto: Principessa degli Zora autoproclamatosi promessa sposa di Link. È il Saggio dell'Acqua.
- Nabooru: Seconda in comando degli Gerudo, dopo Ganondorf, al quale non è leale. È il Saggio dello Spirito.

### Epona
Epona è il cavallo di Link, che lo assiste in alcuni episodi della serie come fedele cavalcatura. In Ocarina of Time, Epona apparteneva a Malon del Lon Lon Ranch, ma l'ha regalata lei stessa a Link per sdebitarsi di essere stata salvata da una certa maledizione.

### Navi
Navi è una piccola fatina che accompagna e supporta Link nel corso di Ocarina of Time dispensando consigli e ricordando al giocatore le sue missioni. Alla fine della loro avventura Navi lascia Link, avendo concluso il suo compito. Il seguito, Majora's Mask, comincia con Link che sta cercando di ritrovarla.

### Grande Albero Deku
Il grande albero saggio che generò la razza dei Kokiri. Dimora nel cuore della Foresta dei Kokiri. Appare in Ocarina of Time come primo guardiano e primo dungeon del gioco. Viene attaccato a morte dal parassita gigante Gohma. Prima di morire dà a Link una missione: portare lo Smeraldo Kokiri alla Principessa Zelda. Sette anni dopo la sua morte, nasce un nuovo germoglio dal Grande Albero Deku, che diverrà il futuro guardiano della foresta.

### Venditore di Maschere
Il Venditore di Maschere è un personaggio misterioso che Link incontra in Ocarina of Time, Majora's Mask e Oracle of Ages. Giudicando dal suo ruolo nel secondo titolo, pare essere il guardiano della Maschera di Majora.
Compare anche in Skyward Sword come venditore di oggetti al Bazaar di Oltrenuvola.

### Tingle
Tingle è un uomo di mezza età che, nel rifiuto di crescere, si comporta in maniera infantile e si veste come un folletto, cercando continuamente una fata tutta per sé.

### Re Daphnes
Padre di Zelda e re di Hyrule, appare in Wind Waker sotto le sembianze di una nave, il Re Drakar, dove aiuta Link nella sua missione.

### Linebeck
Personaggio che aiuta Link in Phantom Hourglass. È il capitano di una piccola imbarcazione e si presenta come un uomo molto fifone e avido. Tuttavia, ha un ruolo fondamentale nella battaglia finale contro Bellum, dato che lo colpisce con la spada illusione dopo che sia Link che Dazel sono stati catturati dal mostro, ma viene poi posseduto da Bellum stesso. Dopo gli eventi di Phantom Hourglass, Link e Dazel scoprono un nuovo continente, in cui fondano Nuova Hyrule, dove Linebeck li raggiunge. Dopo molti anni, muore a Nuova Hyrule, lasciando un anello reale in eredità al figlio, Linebeck II, che però non trova. Il nipote di Linebeck, Linebeck III, aiuterà Link in Spirit Tracks gestendo il Trading Post, dove in cambio dei tesori trovati da Link, gli darà dei pezzi per il Treno degli Spiriti, e nel caso in cui un Like Like mangia il suo scudo, gliene vende uno nuovo al prezzo di cento Rupie.

## Ricorrenti

### Grande Fata/Fata Radiosa
Sono delle fate che vivono in alcune fontane nascoste. Donano a Link nuove abilità.

### Syrup
Vecchia strega che vive in una capanna in mezzo alla foresta. Prepara pozioni che vende a Link.

### Malon
La ragazza che gestisce il Lon Lon Ranch, celebre fattoria di Hyrule, nonché prima padrona di Epona.

### Talon
Padre di Malon, è il gestore del Lon Lon Ranch, la fattoria di Hyrule. Il suo fratello e aiutante si chiama Ingo. Somiglia tanto a Mario.

### Ingo
Fratello di Talon è molto permaloso e avido. In Ocarina of Time, si allea con Ganondorf ma poi cambia idea, dopo la perdita di Epona. È molto simile a Luigi.

### Danpei
In Majora's Mask è il guardiano del cimitero. Appare in vari episodi di Zelda, svolgendo sempre la stessa mansione. Uomo dalla struttura imponente, ha un volto dall'aspetto grottesco.

### Biggoron
Un Goron dalle dimensioni gigantesche che dimora sulla cima del Monte Morte, considerato il più grande fabbro di Hyrule. Appare in Ocarina of Time e in Majora's Mask.

### Anju
Ragazza che gestisce, insieme alla madre, una locanda di Cronopoli, la città dell'episodio Majora's Mask. Negli altri titoli della serie, Anju è un'allevatrice di Cucco, ma li perde sempre a causa della sua allergia.

### Guru-Guru
Personaggio che svolge la professione di musicista.

### Mutoh
Capo squadra dei carpentieri che lavorano a Clock Town, la città al centro del mondo di Termina.

### Postino
Presente in vari episodi della serie, è un postino che ogni tanto ferma Link per consegnargli alcune lettere.

### Skull Kid
Un Bambino Perduto: la leggenda narra che un Bimbo Perduto sia un piccolo Kokiri che, perdendosi nel fitto del Bosco Perduto e non essendo più riuscito a trovare la propria casa, sia diventato cattivo e maligno e tutt'uno con il bosco. Skull Kid svolge un ruolo minore in Ocarina of Time in una quest delle maschere, ma assume il ruolo di antagonista principale in Majora's Mask, dove viene posseduto dalla Maschera di Majora. Un secondo Bambino Perduto compare anche in Twilight Princess e giudicando dal fatto che conosce la canzone di Saria (che Link può insegnarli in Ocarina of Time) pare essere proprio Skull Kid, un fatto che anche il manga conferma.

### Maple / Irene
È una streghetta alle prime armi, un po' sbadata, che non padroneggia ancora alla perfezione la magia.

### Terry
Mercante girovago dal quale Link può acquistare vari oggetti che l'aiutano nella sua avventura.